# Conchopterella kuscheli
Conchopterella kuscheli is een insect uit de familie van de bruine gaasvliegen (Hemerobiidae), die tot de orde netvleugeligen (Neuroptera) behoort. 
Conchopterella kuscheli is voor het eerst wetenschappelijk beschreven door Handschin in 1955.